# Скородистик
Скородистик (укр. Скородистик) — село в Чернобаевском районе Черкасской области Украины.
Население по переписи 2001 года составляло 1555 человек. Почтовый индекс — 19951. Телефонный код — 4739.

## Местный совет
19950, Черкасская обл., Чернобаевский р-н, с. Ирклиев, ул. Ленина, 7

## История
- Есть на карте 1812 года.[1]

- В 1862 году во владельческом и казеном селе Скородистик была церковь и 292 двора где проживало 1785 человек (887 мужского и 898 женского пола)[2]

## Клировая книжка Полтавской епархии на 1902 год.[3]
Села Скородистика Сретенская церковь, деревянная, с такою же отдельною колокольнею, холодная, построена вместо ветхой в 1848 г.; церковная библиотека; в приходе церковно-приходская школа и земское народное училище; дом для квартиры священника; земли ружной 33 дес.; жалованья в год священнику 120 руб., псаломщику 36 руб.; церковь от; Консистории в 182 верстах.
Прихожан 991 д. м. п. и 921 д. ж. п.
Священники Григорий Петров Чубов — в сане священника 1891 г. набедренник 1896 г.
Псаломщик Феодор Петров Устимович — в должности 1894 г., стихарь 1898 г.
Церковный староста казак Иоанн Иоаннов Борзяк.

## Известные жители и уроженцы
- Иванищенко, Лука Алексеевич (1927—2005) — Герой Социалистического Труда.